# Vasos Germenis
Vasos Germenis (griechisch Βάσος Γερμενής; * 1896 in Fiskardo; † 1966) war ein griechischer Bildhauer und Maler.

## Leben
Germenis schrieb sich 1915 in der juristischen Fakultät der Universität Athen ein, bewarb sich aber dann an der Hochschule der Bildenden Künste Athen, wo er Bildhauerei studierte. Nach seinem Studium machte er eine Studienreise durch Europa. Bei einer weiteren Reise blieb er dann fünf Jahre in Äthiopien, wo ihn Haile Selassie als Hofkünstler engagierte. Er wurde in Äthiopien bekannt und seine Werke wurden in zahlreichen Ausstellungen gezeigt. Zusätzlich malte er Kirchen in Addis Abeba aus und gestaltete schließlich das Mausoleum von Haile Selassie.
| Personendaten    | Personendaten                                                       |
| ---------------- | ------------------------------------------------------------------- |
| NAME             | Germenis, Vasos                                                     |
| ALTERNATIVNAMEN  | Γερμενής, Βάσος (griechisch); Germenis, Vassos; Germenes, Basileios |
| KURZBESCHREIBUNG | griechischer Bildhauer und Maler                                    |
| GEBURTSDATUM     | 1896                                                                |
| GEBURTSORT       | Fiskardo                                                            |
| STERBEDATUM      | 1966                                                                |